# Municipio de Woodbridge (Míchigan)
El municipio de Woodbridge (en inglés: Woodbridge Township) es un municipio ubicado en el condado de Hillsdale en el estado estadounidense de Míchigan. En el año 2010 tenía una población de 1325 habitantes y una densidad poblacional de 17,01 personas por km².

## Geografía
El municipio de Woodbridge se encuentra ubicado en las coordenadas 41°46′29″N 84°38′28″O / 41.77472, -84.64111. Según la Oficina del Censo de los Estados Unidos, el municipio tiene una superficie total de 77.91 km², de la cual 77,83 km² corresponden a tierra firme y (0,1 %) 0,08 km² es agua.

## Demografía
Según el censo de 2010, había 1325 personas residiendo en el municipio de Woodbridge. La densidad de población era de 17,01 hab./km². De los 1325 habitantes, el municipio de Woodbridge estaba compuesto por el 97,28 % blancos, el 0,3 % eran amerindios, el 0,15 % eran asiáticos, el 0,53 % eran de otras razas y el 1,74 % eran de una mezcla de razas. Del total de la población el 1,06 % eran hispanos o latinos de cualquier raza.